# Nando Belardi
Nando Belardi (* 16. August 1946 in Wetzlar) ist ein emeritierter Universitätsprofessor für Sozialpädagogik an der Philosophischen Fakultät der Technischen Universität Chemnitz. Dort hatte er in den Jahren 1993 und 2006 den Lehrstuhl für Sozialpädagogik inne. Seine Schwerpunkte in Lehre und Forschung waren Geschichte, Entwicklung und Berufsfelder der Sozialen Arbeit sowie ihrer Methoden: Gesprächsführung, Beratung, Gruppen- und Teamarbeit sowie Supervision, Leitungsberatung (Coaching) und Organisation/Sozialmanagement. Weiterhin: Altenhilfe, „Abweichendes Verhalten“ (Devianz) und Sozialpolitik. Belardi ist verheiratet, und Vater von drei Kindern. Er hat vier Enkel und lebt in Bergisch Gladbach bei Köln.

## Werdegang
Prägend für seinen Werdegang war die Geschichte seiner Eltern wie auch eigene Nachkriegserfahrungen. Der Vater war italienischer Fremdarbeiter aus Assisi (Italien); ab 1943 dann Zwangsarbeiter. Die Mutter war eine dienstverpflichtete deutsche Hilfsarbeiterin aus Biebertal im Landkreis Gießen. Beide lernten sich in einer Munitionsfabrik in der Region Kassel kennen. Im Nazi-Deutschland waren zu dieser Zeit Verbindungen zwischen deutschen Frauen und „minderwertigen“ Ausländern verboten. Auf Intervention des NS-Kreisleiters wurde die Mutter wieder nach Wetzlar versetzt und sein Vater von der SA misshandelt. In der Grund- und Realschule war Nando Belardi damals das einzige Ausländerkind. Viele Lehrer gaben sich als Ex-Nazis zu erkennen oder trauerten den Zeiten vor 1945 nach. Manche benachteiligten ihn. In seiner bildungsfernen Herkunftsfamilie musste er sich nach 1950 den weiterführenden Schulbesuch erkämpfen. Sein Weiterkommen in den Schulen war auch durch schlechte Deutsch-Kenntnisse gefährdet. Es gelangen ihm Abschlüsse der Mittleren Reife an der damaligen Kestnerschule Wetzlar (1964) sowie der damaligen Wirtschaftsoberschule Gießen (1966). Das externe Abitur am Goethegymnasium in Frankfurt am Main hatten ihm freundliche Lehrer ermöglicht (1967).
Belardi wollte ursprünglich Journalist werden. Schon als Schüler schrieb er Artikel für Zeitungen. Er arbeitete während der Ferien in der Industrie, einer Druckerei sowie im Hoch- und Straßenbau. Als Schüler trampte er mehrfach alleine durch Mitteleuropa. Als Student nahm er an Studienreisen der Jungen Presse Hessen in die DDR und Polen teil. Die Universität erlebte er als „Befreiung“ vom damaligen deutschen Schulsystem. Belardi studierte zuerst Wirtschaftswissenschaften und Sozialgeschichte (1966–1967). Dann bis zum Jahr 1970 Soziologie, Politikwissenschaft, Pädagogik und Psychoanalyse (Psychosomatik) an der Justus-Liebig-Universität Gießen. Wechsel von der italienischen zur deutschen Staatsbürgerschaft (1968). Stipendiat der Friedrich-Ebert-Stiftung. Zufällig kam er in die Jugend- und Erwachsenenbildung und wurde von 1970 bis 1974 hauptamtlicher Pädagogischer Mitarbeiter an der Volkshochschule Wetzlar. Im Jahr 1973 erfolgte die Promotion an der Gießener Universität in Gesellschaftswissenschaften. 1974–1976 arbeitete er als wissenschaftlicher Mitarbeiter in der Lehrerbildung an der Gießener Universität. 1977 bis 1981 war er Professor für Sozialpädagogik an der damaligen Fachhochschule Köln (heute: Technische Hochschule Köln). Von 1981 bis 1982 arbeitete Belardi für den Deutschen Akademischen Austauschdienst als Gastprofessor für Social Work an der Universität Hongkong (香港大學). 1982–1993 war er wieder an der F. H. Köln tätig. Im Jahr 1992 erfolgte die Habilitation über Supervision am Institut für Sozialpädagogik der Technischen Universität Berlin in Erziehungswissenschaften mit dem Schwerpunkt Sozialpädagogik/Sozialarbeit. Gutachter: Carl Wolfgang Müller/Manfred Kappeler. Im Sommer 1993 hatte er dort eine Privatdozentur inne. Ende 1993 erfolgte die Berufung auf den Lehrstuhl für Sozialpädagogik an der Technischen Universität Chemnitz. Hier war er für einen der wenigen berufsbegleitenden Studiengänge Diplom-Sozialpädagogik und zwischen 1993 und 1996 auch für das Studium des Lehramtes Sozialpädagogik an berufsbildenden Schulen zuständig. Zwischen 1994 und 1997 war Belardi Studiendekan der Philosophischen Fakultät für die Diplom- und Magisterstudiengänge. Von 1980 bis 2006 war er Vertrauensdozent der Friedrich-Ebert-Stiftung. 1983–1993 war er Mitglied des Auswahl- bzw. Gutachterausschusses des Deutschen Akademischen Austauschdienstes.
Weitere akademische und wissenschaftliche Tätigkeiten: Gastprofessuren an der Pädagogischen Universität Wolgograd (1997) sowie 2013 an der Sichuan-Universität, Chengdu (四川大學, Sìchuan Dàxué), V. R. China. Gutachter für das Landesarbeitsgericht Köln (1987). Gutachter für die Zentrale Evaluierungsagentur der niedersächsischen Hochschulen (Zentrale Evaluations- und Akkreditierungsagentur, ZEvA) 1998. Gründungsmitglied der Fakultät für Bildungswissenschaften der Freien Universität Bozen in Südtirol (1998–2001). Mitglied des Evaluierungskommitees (nucleo de valutazione) der Freien Universität Bozen (2000–2008). Nach der Emeritierung in Chemnitz war er in Bozen von 2006 bis 2013 Professor (professore a contratto) am Standort Brixen sowie Studiengangsleiter für Sozialpädagogik (2006–2011) und zuständig für das Praktikumsbüro der Lehrerinnen und Kindergärtnerinnen.
Insgesamt hat Belardi in etwa 40 Jahren über 1.000 Studierende zum Diplom geführt. Viele der Dissertationen seiner Doktoranden sind in zwei von ihm herausgegebenen Buchreihen veröffentlicht worden. Drei von ihm Promovierte wurden inzwischen zur Professorin ernannt: Frau Prof. Zhang Wei erhielt für ihre Dissertation „Sozialwesen in China“ im Jahre 2006 den Universitätspreis der T. U. Chemnitz. Seit 2011 ist sie Professorin für Social Work an der Sichuan-Universität, Chengdu (四川大學, Sìchuan Dàxué), V. R. China. Sie ist die einzige Lehrstuhlinhaberin in China mit einer Ausbildung in Deutschland. Weiterhin wurden Sandra Zabel (geb. Rech) und Sabine Riegel (geb. Böttcher) als Studienrichtungsleiterinnen an die Staatliche Studienakademie Breitenbrunn/Sachsen (Fachhochschule) berufen. Dr. Gernot Herzer promovierte 2009 bei ihm an der Freien Universität Bozen (Brixen) über "Das Risikoverhalten von Jugendlichen". 2022 wurde Herzer Professor für Grundschulpädagogik in Berlin.

## Wissenschaftliche Orientierung
Belardi kam nicht auf dem üblichen akademischen Wege zu einer Universitätsprofessur. Ursprünglich orientierte er sich an Karl Marx und Sigmund Freud im Sinne der Kritischen Theorie und sieht sich dem sozialstaatlichen Gedanken des Grundgesetzes verpflichtet. Über ein halbes Jahrhundert lang hatte sich Belardi mit Fragen um das Thema, wie es zum Holocaust kam, beschäftigt. Im Zentrum dieses Interesses steht die Zeit vor, während und nach der NS-Diktatur sowie anderer Gewaltregimes. Publiziert hatte er darüber wenig. Auch beschäftigte er sich nur am Rande mit Migration, obwohl es naheliegend gewesen wäre.
Soziale Arbeit
Vermutlich verwendete C. W. Müller (T. U. Berlin) als erster den Begriff Soziale Arbeit. Als gesichert gilt, dass Nando Belardi schon 1980 diesen Begriff bekanntmachte und förderte. Er war 1980 Herausgeber und Hauptautor des vierbändigen Werkes Soziale Arbeit (s. Schriften). Diese damals sehr verbreitete Lehrbuchreihe wurde mit 40.000 Exemplaren verkauft und machte Soziale Arbeit im deutschen Sprachraum bekannt. Darin befürwortete er die Integration beider ehemals getrennter Fachgebiete Sozialarbeit und Sozialpädagogik. Diese Integration ist begründet durch die
•    gemeinsame berufliche Praxis,
•    den zugrunde liegenden Wissenschaftsdisziplinen (Soziologie, Psychologie, Sozialpolitik, Recht, Medizin, Psychopathologie usw.) sowie
•    den damals gestarteten integrierten Studiengängen, für die er den Oberbegriff Sozialwesen vorschlug.
•    Auch wollte Belardi mit dem Oberbegriff Soziale Arbeit den Anschluss an die international gebräuchliche Bezeichnung Social Work fördern (Belardi, Soziale Arbeit, Band 1, 1980, S. 90f.).
Im Jahre 2002, also 22 Jahre später, wurde Soziale Arbeit als Fachdisziplin anerkannt.
In der Sozialpädagogik wurde er ein grenzüberschreitender Generalist. Er ist international bekannt als Chronist der Supervision in Deutschland. Seine Schriften sind pragmatisch und praxisbezogen. Sein Interesse gilt auch den beruflichen Schwachstellen und Tabus der helfenden Berufe: Fehlverhalten von Mitgliedern der Profession aufgrund schlechter Ausbildung, persönlicher Mängel, kollektiver Illusionsbildung und geringer öffentlicher Kontrolle. Missbrauch des Idealismus junger Menschen bei der Berufswahl, vor allem in den gering bezahlten Erzieher- und Pflegeberufen, Helferprobleme, Gewalt von Klienten an Helfern und umgekehrt usw. Belardi lässt sich keiner Schule seines Faches zuordnen.

## Wirken
Ende der 1960er Jahre war Belardi in Giessen Mitglied und Funktionsträger der SPD. Aufgrund mangelhafter innerparteilicher Demokratie und Politikfilz verlies er die SPD in den 1970er Jahren.
Mitte der 1980er Jahre war er kurzfristig Mitglied der Grünen in Bergisch Gladbach. Mitarbeit bestand in Gremien u. a. als Sachkundiger Bürger des Jugendhilfeausschusses der Stadt Bergisch Gladbach 1984 bis 1989. Ehrenamtlicher Jugendrichter (Schöffe) war er 1987–1993 beim Amtsgericht Bergisch Gladbach.
Er absolvierte Aus- und Weiterbildungen in verschiedenen Verfahren von Gruppendynamik, Psychotherapie und Supervision (FPI). Seit dem Jahr 1992 ist er Ausbilder für Supervisoren, Deutsche Gesellschaft für Supervision (DGSv), für Institute in Deutschland und Italien. Er war Mitbegründer (1994) und bis 2010 Mitherausgeber von Organisationsberatung, Supervision, Coaching (OSC).
Ehrenamtliche Tätigkeiten
Supervision für eine Selbsthilfegruppe "Omega. Mit dem Sterben leben" (1985–87). Flüchtlingsbetreuung
Belardi begründete schon ein Jahr vor der "Flüchtlingsbewegung" von 2015 Sprach- und Integrationskurse für Migranten. Nach 2015 arbeitete er in Unterkünften als Helfer und Krisenmanager.
Verschickungskinder
Bekanntlich wurde zwischen 1950 und 1990 vielen Millionen Kindern Gewalt in sogenannten "Kinderkurheimen" angetan. Es handelt sich um das grösste Versagen von Politik, Verwaltung (Gesundheits- und Jugendämter) nach 1945. Seit 2023 engagiert sich Belardi als Autor, Berater und Supervisor ehrenamtlich für die "Verschickungskinder". Er bildet und supervidiert Moderatorinnen für Selbsthilfegruppen aus und steht als Telefonberater zur Verfügung.
Nach einer Idee von Michaela Stricker (Projektleiterin Citizen-Science-Projekt-Kinderverschickungen, NRW, Köln) startete Belardi 2025 mit einer generationsübergreifenden Selbsthilfe- und Selbsterfahrungsgruppe von Menschen, die selber verschickt wurden, deren Partnern sowie deren (erwachsenen) Kindern. Es handelt sich um die erste Gruppe in Deutschland, die auch Kinder und Enkel im Sinne der Transgenerationalität mit einbezieht.
Schwimmsport
Belardi ist Kampfrichter für den Schwimmbezirk Mittelrhein. Er startet für den SSF Bonn und schwimmt wettkampfmäßig alle Schwimmstile (Lagen). Seit 2023 erzielte er bei den Landesmeisterschaften NRW in der Altersklasse 75–80 Jahren: 5× Gold, 6× Silber und 3× Bronze. Bei den Deutschen Meisterschaften erreichte er 2024 in Freiburg einmal Gold (100 Meter Schmetterling) sowie je einmal Silber und Bronze auf der 200 Meter-Lagenstrecke (alle vier Schwimmstile hintereinander). Mit den Staffeln erhielt er 4× Silber und 4× Bronze. Sein größter Erfolg war der vierte Platz bei der DM in Wolfsburg 2025 über 400 Meter Lagenschwimmen.
Fremde Kulturen
Durch Herkunft und Werdegang hat Belardi ein starkes Interesse an interdisziplinären Themen und fremden Kulturen. Insgesamt verbrachte er mehr als vier Jahre außerhalb Europas auf teilweise extremen Expeditions- und Forschungsreisen in den meisten Ländern von Asien, Afrika, Lateinamerika und Ozeanien. Er hielt viele Vorträge in Bildungseinrichtungen über China, Ruanda, Kongo, Kambodscha, Neuguinea, Nordkorea und publizierte darüber.

## Schriften
- Verschickungskinder. In: Socialnet Lexikon, verfügbar unter: https://www.socialnet.de/lexikon/verschickungskinder, 17. 4.2025, Zugriff: 25.6.2025
- Sammelrezensionen zu Veröffentlichungen über Verschickungskinder auf der Homepage des Arbeitskreis Verschickungskinder e. V. NRW. In: https://Kinderverschickungen-nrw.de (Zugriff: 25.6.2025)
- Wie sich die Supervision aus der Sozialen Arbeit entwickelte. In: Demski, Jana, u. a. (Hg): Supervision in der Sozialen Arbeit. Wiesbaden: Springer 2025, S. 127–139. ISBN 978-3-658-47423-2
- Ein Gutachter beim Familiengericht: "Professor" Dr. phil. habil. Thomas Schott. In: Wilhelm Körner/Georg Hörmann (Hrsg.): Familienrechtliche Gutachten und Verfahren auf dem Prüfstand. Informationen für Betroffene, Sachverständige, Juristen, Psychologen und Jugendamtsmitarbeiter. LIT-Verlag, Münster, 2023, S. 267–284. ISBN 978-3-643-15463-7
- Belardi, Nando, 2021. Teamsupervision [online]. Socialnet Lexikon. Bonn: socialnet, 15. Januar 2021 [Zugriff am: 18. Januar 2021]. Verfügbar unter: https://www.socialnet.de/lexikon/Teamsupervision
- Nachruf Prof. Dr. phil. Peter Fürstenau. In: Organisationsberatung, Supervision, Coaching, 3/2021 S. 459–460. ISSN 1618-808X
- Supervision und Coaching. Für Soziale Arbeit, für Pflege, für Schule. 4. Auflage. Lambertus-Verlag, Freiburg 2020, ISBN 978-3-7841-3103-0. (Vierte völlig überarbeitete sowie um das Thema Coaching erweiterte Auflage des Buches Supervision. Eine Einführung für Soziale Berufe von 1996. Auch als E-Book)
- Supervision und Coaching. Grundlagen, Techniken, Perspektiven. 5. Auflage. Beck-Verlag, München 2018, ISBN 978-3-406-72795-5. (Fünfte völlig überarbeitete und um das Thema Coaching erweiterte Auflage von Supervision von 2002)
- Herr und Frau Li kommen getrennt zu Paartherapie. Familienprobleme im neuen China. In: Psychoanalytische Familientherapie 1/2016, S. 83–88. ISSN 1616-8836
- Kambodscha. Genozid ohne Täter? In: Blätter für deutsche und internationale Politik. 4/2015, S. 33–36. ISSN 0006-4416
- Familienberatung und Ausbildungssupervision in Chengdu (V. R. China). In: Organisationsberatung, Supervision, Coaching, Nr. 3/2014, S. 363–373. ISSN 1618-808X
- Supervision für helfende Berufe. Lambertus-Verlag, Freiburg 2015, ISBN 978-3-7841-2610-4. (Auch als E-Book)
- Beratung. Eine sozialpädagogische Einführung. 6. Auflage. Juventa-Verlag, Weinheim/München 2011, ISBN 978-3-7799-2003-8. (Herausgeber und Hauptautor. Erstauflage 1996)
- mit Werner Wiater, Franco Frabboni und Gerwald Wallnöfer: Pädagogische Leitbegriffe im deutsch-italienischen Vergleich. Schneider-Verlag Hohengehren, Baltmannsweiler 2010, ISBN 978-3-8340-0692-9.
- mit Gerwald Wallnöfer: La Supervisione nelle Professioni Educative. Erickson, Gardolo (TN/Italia) 2007, ISBN 978-88-7946-954-8.
- mit Werner Wiater, Franco Frabboni und Gerwald Wallnöfer (Hrsg.): Le parole della pedagogia. Teorie italiane e tedesche a confronto. Bollati Boringhieri, Torino (Italia) 2007, ISBN 978-88-339-5790-6.
- Internationale Soziale Arbeit. Länderberichte Dritte und Vierte Welt. Kovac-Verlag. Hamburg 2005, 201 S. ISBN 3-8300-2081-3
- Scuola e assistenza sociale. In: Dirigenti Scuola. 7, Maggio/Giunio 2002, S. 25–32. (Brescia/Italia).
- Schmidbauers Entdeckung der Überwertigkeit von Arbeit. In: Annemarie Bauer u. a. (Hg): Psychoanalytische Perspektiven. Wolfgang Schmidbauer als Festschrift zum 60. Geburtstag. Peter Lang Verlag. Frankfurt a. M. 2002, S. 79–93. ISBN 3-631-39118-8
- Reflessioni Pedagogiche sul Lavoro con gli Anziani. In: La Famiglia. 215, Settembre/Ottobre 2002, S. 79–85. (Brescia/Italia).
- Social Work Supervision in Germany. In: European Journal of Social Work. Volume 5, Issue 3, November 2002. Oxford University Press, S. 313–318. ISSN 1369-1457.
- Supervision, Organisationsentwicklung, Evaluation. Innovationen für Non-Profit-Einrichtungen. Kovac-Verlag, Hamburg 2001, 138 S., ISBN 3-8300-0348-X
- Supervisie in Duitsland. In: Supervisie in opleiding en beroep. Tijdschrift voor professioneel begeleiden. 2/1999, S. 20–33 (Houten/Niederlande). ISSN 0920-2404.
- mit Marlis Fisch: Altenhilfe. Eine Einführung für Studium und Praxis. Beltz-Verlag, Weinheim/Basel 1999, ISBN 3-407-55831-7.
- mit Bindrich und Fankhänel: Die ostdeutsche Sozialarbeit im Spiegel der Fachliteratur. Kovac-Verlag, Hamburg 1998, ISBN 3-86064-891-8.
- Supervision. Eine Einführung für helfende Berufe. Lambertus-Verlag, Freiburg 1996, ISBN 3-7841-0890-3.
- China Sozial. Modernisierung und Sozialwesen in der V. R. China und Hongkong. Eine Vergleichende Untersuchung zur Sozialen Arbeit. MBSF 2, Marburg 1993, ISBN 3-8185-0146-7.
- Kurzdiskussion: Sterbebegleitung – eine sozialpädagogische Aufgabe? In: Neue Praxis 4/1992, S. 372–379. ISSN 0342-9857
- Supervision. Von der Praxisberatung zur Organisationsentwicklung. (Habilitationsschrift). 2. Auflage. Junfermann-Verlag, Paderborn 1994, ISBN 3-87387-089-4.
- Hong Kong, Macao, Canton. Reisehandbuch. Mundo-Verlag, Rieden im Allgäu 1988.
- Belardi, Nando (Hrsg.): Pädagogik. Sozialpädagogische Arbeitsfelder. Soziale Arbeit Band 1. Verlag Moritz Diesterweg, Frankfurt am Main 1980, ISBN 3-425-07751-1.
- Belardi, Nando (Hrsg.): Psychologische Grundlagen. Psychoanalyse, Psychiatrie. Sozial- und Entwicklungspsychologie. Soziale Arbeit Band 2. Verlag Moritz Diesterweg, Frankfurt am Main 1980, ISBN 3-425-07752-X.
- Belardi, Nando (Hrsg.): Gesellschaftsentwicklung und soziologische Grundlagen. Soziale Arbeit Band 3. Verlag Moritz Diesterweg, Frankfurt am Main 1980, ISBN 3-425-07753-8.
- Belardi, Nando (Hrsg.): Didaktik und Methodik Sozialer Arbeit. Soziale Arbeit Band 4. Verlag Moritz Diesterweg, Frankfurt am Main 1980. ISBN 3-425-07754-6
- Erfahrungsbezogene Jugendbildungsarbeit. Achenbach-Verlag, Gießen 1975.
- E-Books: Ruanda. Zwanzig Jahre nach dem Genozid. Die Destabilisierung einer Region und was Deutschland damit zu tun hat. Kindle bei Amazon 2014.
- Die Reise auf dem Kongo-Fluss. 1.000 Kilometer in unsicheren Gewässern. Geschichte und Geschichten einer Region. Kindle bei Amazon 2016.
- Herausgeberschaften: Focus Soziale Arbeit. Elf Bände. Verlag Leske + Budrich-Verlag, Opladen.
- Chemnitzer Beiträge zur Sozialpädagogik. Acht Bände. Kovac-Verlag, Hamburg.
- Über 170 Beiträge in Fachlexika, Büchern und Fachzeitschriften.
- Übersetzung einiger Schriften über Supervision in Englisch, Italienisch, Niederländisch, Ungarisch, Russisch, Tschechisch und Chinesisch.

## Nachweise
- Literatur über Nando Belardi: Dieter Kreft: Das soziale Portrait: Nando Belardi....gut ausbilden für sinnvolle Arbeit und zur Existenzsicherung – bei Helfern und Schutzbefohlenen. In: Theorie und Praxis der Sozialen Arbeit. 1/2004, S. 68–72. ISSN 0342-2275.
- Supervision. Der klärende Blick von außen. In: Uni-Magazin. Perspektiven für Beruf und Arbeitsmarkt. 7/2003 (Bundesanstalt für Arbeit), S. 12–17. ISSN 0948-2458.
- Manfred Leppers: Interview mit Prof. Nando Belardi. Bleibende Verdienste um die Supervision erworben. In: DGSv aktuell. 2/2009, S. 30–31.